# لوحة التوزيع الكهربائية

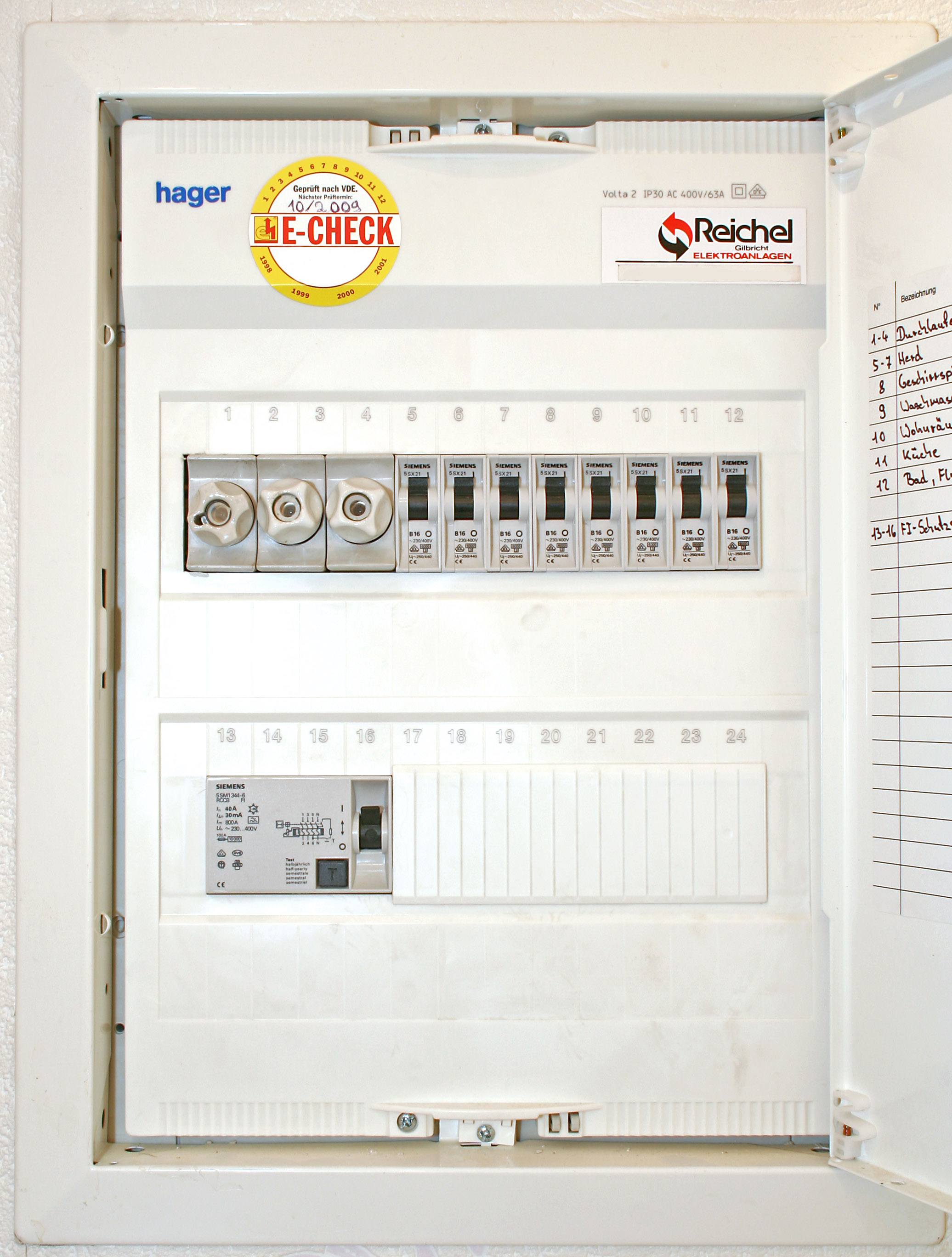

لوحات التوزيع الكهربائية من مكونات الشبكة الكهربائية المنزلية الأساسية والمهمة جدًا وهي عبارة عن هيكل من الحديد المغلف بالصاج المطلي باصباغ خاصة تتحمل الحرارة والرطوبة، ويكون محكم الغلق وله باب يتحكم في غلقه وفتحه ذو قفل خاص تثبت بداخله قضبان التوزيع الكهربائية وجميع وسائل التحكم والحماية المطلوبة للدوائر الكهربائية التي تتغذى من هذه اللوحة.

## لوحات التوزيع الفرعية
- لوحات توزيع ذو طور واحد
- لوحات توزيع ذو ثلاثة أطوار